# Tommy Aldridge
Tommy Aldridge (Pearl, Mississippi, Kolovoz 15, 1950.) je američki heavy metal i hard rock bubnjar. Aldridge je poznat po svom radu s brojnim hard rock skupinama i umjetnicima još od 1970-ih, kao što su Black Oak Arkansas, Pat Travers Band, Ozzy Osbourne, Gary Moore, Whitesnake, Ted Nugent i Thin Lizzy.

## Diskografija

### Black Oak Arkansas
- If an Angel Came to See You ...
- Street Party
- Ain't Life Grand
- X-Rated
- Balls of Fire
- High on the Hog
- King Biscuit Flower Hour Presents Black Oak Arkansas
- Raunch 'N' Roll Live
- Live! Mutha

### Ozzy Osbourne
- Tribute
- Bark at the Moon
- Speak of the Devil

### Pat Travers
- Crash and Burn
- Live! Go for What You Know
- Live in Concert
- Radio Active
- Heat in the Street
- Go for What You Know

## Ostali albumi
- Gary Moore - Dirty Fingers (1984.)
- Vari artisti - Hear 'n Aid (1985.)
- M.A.R.S. - Project: Driver (1986.)
- Whitesnake - Slip of the Tongue (1989.)
- Vinnie Moore - Mind's Eye (1990.)
- House of Lords - Demons Down (1992.)
- Motörhead - March ör Die (1992.)
- Manic Eden - Manic Eden (1994.)
- Thin Lizzy - One Night Only (2000.)
- John Sykes - 20th Century (2000.)
- Ted Nugent - Full Bluntal Nugity (2001.)
- Ruby Starr - Scene Stealer
- Steve Fister - Age of Great Dreams

## Vanjske poveznice
- Tommy's official website  Arhivirana inačica izvorne stranice od 11. rujna 2007. (Wayback Machine)
- Tommy's Drummerworld page